# Acetato de amila
O acetato de amila (acetato de amilo em Portugal)  (fórmula: CH3COOCH2CH2CH2CH2CH3) é um líquido com odor de banana, obtido pela reação de ácido acético com álcool amílico (pentílico) em meio ácido (ácido sulfúrico). É utilizado como solvente e também como fixador em determinadas essências.